# Valle de Juárez, Nuevo León
Valle de Juárez är en ort i Mexiko.   Den ligger i kommunen Juárez och delstaten Nuevo León, i den centrala delen av landet, 700 km norr om huvudstaden Mexico City. Valle de Juárez ligger 455 meter över havet och antalet invånare är 1 119.
Terrängen runt Valle de Juárez är varierad. Runt Valle de Juárez är det tätbefolkat, med 343 invånare per kvadratkilometer. Närmaste större samhälle är Monterrey, 16,6 km väster om Valle de Juárez. I omgivningarna runt Valle de Juárez växer i huvudsak blandskog.